# Pursuit Force
Pursuit Force é um jogo de videogame de ação desenvolvido pela Bigbig Studios e publicado pela Sony Computer Entertainment para o PlayStation Portable em 2005.
O jogo coloca o jogador no papel de um agente da polícia que é especializado em confrontos armados com adversários, seja a pé ou sobre o capô de um carro em alta velocidade. O jogador tem que tentar apreender carros e motocicletas enquanto se envolve em perseguições em alta velocidade e batalhas armadas contra gangues fortemente armadas.

## Recepção
O jogo recebeu "críticas geralmente favoráveis" de acordo com o site agregador de críticas Metacritic. No Japão, onde o jogo foi portado e publicado pela Spike em 2 de março de 2006, a Famitsu deu-lhe uma pontuação de dois oitos e dois setes para um total de 30 dos 40.
Detroit Free Press deu-lhe uma pontuação com todas as quatro estrelas e afirmou que o jogo era "quase perfeito com seus gráficos, que muitas vezes parecem próximos de cenas cinematográficas e toda uma série de estratégias para prender os bandidos." The Times similarmente deu todas as cinco estrelas e disse: "Mesmo pelos altos padrões já definidos, Pursuit Force é um título surpreendente ... O melhor título do PSP até o momento." No entanto, o New York Times deu uma revisão média e declarou: " Aparentemente, os designers temiam que o jogo fosse apenas divertido demais, por isso compensaram tornando as missões brutalmente, maçantemente difíceis”. Sydney Morning Herald deu-lhe uma pontuação de três em cinco, dizendo: "Controles simplificados tornam a execução de acrobacias ultrajantes fáceis, mas a manipulação dos carros é excessivamente rígida, dificultando fazer curvas apertadas para passar."